# Hiroshi Saito (animatör)
Hiroshi Saitō (japanska: 斎藤博 Saitō Hiroshi?), född 17 mars 1936 i Manchukuo, är en japansk regissör, producent och manusförfattare inom animerad film. Bland framstående verk märks animeserier som Kyojin no hoshi, Tensai Bakabon, Araiguma Rascal samt den internationellt framgångsrika TV-serien om Mumintrollen, I Mumindalen även.